# Spragueia felina
Spragueia perstructana là một loài bướm đêm trong họ Noctuidae.